# Paradrina tauorgensis
Paradrina tauorgensis là một loài bướm đêm trong họ Noctuidae.